# Az 500 vagy több gólt szerző labdarúgók listája
Az IFFHS kutatása szerint 24 labdarúgó szerzett 500 vagy annál több gólt. A legtöbb gólt Cristiano Ronaldo szerezte a mai napig. A kutatás eredményeit először 2007-ben tették közzé. Az összes szintű versenyt figyelembe véve 77 játékos érte el az 500 gólos mérföldkövet az RSSSF kutatása szerint, amely szervezetet a Der Spiegel német lap a "labdarúgó statisztikák Wikipédiájaként" jellemez. A magyar Schlosser Imre ért el elsőként az 500 gólt, 1927-ben, nem sokkal visszavonulása előtt. Kilenc játékos érte el az 500 gólos határt  egyetlen klubnál: Josef Bican ( Slavia Prague ), Jimmy Jones (Glenavon), Jimmy McGrory (Celtic), Joe Bambrick (Linfield), Lionel Messi (Barcelona), Gerd Müller (Bayern München), Pelé (Santos), Fernando Peyroteo (Sporting CP) és Uwe Seeler (Hamburg). Közülük Messi szerezte a legtöbbet, 2004-es debütálása és 2021-es távozása között 672 gólt szerzett.
A FIFA, a labdarúgás nemzetközi irányító testülete soha nem adott ki listát a legtöbb gólt szerzőről, és nem vezet hivatalos nyilvántartást; 2020-ban az 1930-as és az 1950-es évek között játszó, osztrák-cseh kettős válogatott Bicant ismerte el rekordernek 805 góllal, bár a CNN a BBC, a France 24 és az O Jogo mind elismerik, hogy Bican összesítésében szerepel a tartalékcsapatokban és a nem hivatalos nemzetközi mérkőzéseken szerzett gólok is. Az európai labdarúgást irányító UEFA 518 góljával az európai élvonalbeli bajnokságok minden idők legjobb góllövőjeként tartja számon, kevéssel megelőzve a Puskás Ferencet. Az RSSSF 948 gólt tulajdonít Bicannak, ami tartalmazza a téli tornákon szerzett gólokat, valamint a regionális és városi csapatok képviseletében szerzett gólokat is, a Cseh Köztársaság Labdarúgó Szövetsége pedig összesen 821 gólt. A Marca és a Sport spanyol lapok szerint Bican és Pelé is 762 gólt szerzett. A statisztikusok és a sajtóorgánumok nehezen tudják meghatározni, hogy mely gólokat vegyék figyelembe; Bican egyszer kisétált az IFFHS által a tiszteletére rendezett gáláról, miután a szervezet kizárta a háborús gólokat az összesítéséből, bár később elismerte az ezen időszak alatt szerzett 229 gólját.
Világszerte olyan médiák, mint a Sky Sports, az ESPN és a Globo Esporte azzal érvelnek, hogy a brazil csatár Pelé és korabeli játékosai számára a barátságos mérkőzések rendkívül fontos mérkőzések voltak, és nagyobb visszhangot váltottak ki, így az itt elért eredményeket is figyelembe kell venni, míg Hugh McIlvanney újságíró egyszer "profitszerző kirándulásoknak" nevezte őket, amelyek rontják Pelé, mint legjobb játékos képét. Jonathan Liew kijelentette, hogy a barátságos mérkőzések nagy része "országon belüli csapatok vagy meghívott csapatok ellen zajlott". Amikor arról számoltak be, hogy Messi megdöntötte a legtöbb gól rekordját egyetlen klubban (644 a Barcelonában), Pelé korábbi klubja, a Santos tagadta az állítást, és kiadott egy közleményt, amely szerint Pelé barátságos mérkőzéseken szerzett góljai közül 448-at nem számoltak és azzal érvelve, hogy sok gólt "minden idők legjobb csapatai" ellen lőttek, Pelé viszont beleegyezett, hogy nyilvánosan megváltoztatta góljai számát 1283-ra az Instagramon. Messi statisztikáinak közzétételekor a Barcelona azzal érvelt, hogy mivel Bican és Pelé, valamint Erwin Helmchen és Abe Lenstra góljaik többségét olyan bajnokságokban szerezték, amelyeket nem nemzeti szinten játszottak, így azokat összeállításaikban nem lehet figyelembe venni, míg a háborús meccseken, alsóbb és regionális osztályokban szerzett gólok olyan játékosok által, mint Bican, Deák Ferenc, Puskás, Seeler, Müllert, Túlio Maravilhát és Robert Lewandowskit által szerzett gólokat is megkérdőjelezik.

## Galéria
| A Barcelona színeiben szerzett 672 góljával Lionel Messi szerezte a legtöbb gólt egy klubban. Pelé körülbelül 50 évig tartotta a világrekordot.Josef Bicannak tulajdonít a FIFA 805 góltLuis Suárez, a legutóbbi 500 gólt szerzett labdarúgóAlfredo Di Stéfano, az első dél-amerikai, aki 500 gólt szerzettSchlosser Imre, az első 500 gólt szerző labdarúgó |
| --- |